# Desa Turus (administrativ by i Indonesien, Banten)
Desa Turus är en administrativ by i Indonesien.   Den ligger i provinsen Banten, i den västra delen av landet, 110 km väster om huvudstaden Jakarta.
Tropiskt regnskogsklimat råder i trakten. Årsmedeltemperaturen i trakten är 24 °C. Den varmaste månaden är oktober, då medeltemperaturen är 26 °C, och den kallaste är december, med 24 °C. Genomsnittlig årsnederbörd är 3 999 millimeter. Den regnigaste månaden är december, med i genomsnitt 567 mm nederbörd, och den torraste är september, med 72 mm nederbörd.